# Александр Мюллер (тенісист)
Александр Мюллер (фр. Alexandre Müller; 	1 лютого 1997) — французький тенісист.

## Фінали туру ATP

### Одиночний розряд: 3 (1 титул, 2 поразки)
| Легенда                      |
| ---------------------------- |
| Турніри Великого шлему (0–0) |
| Тур ATP Мастерс 1000 (0–0)   |
| Тур ATP 500 (0–1)            |
| Тур ATP 250 (1–1)            |

| Фінали за покриттям |
| ------------------- |
| Тверде (1–0)        |
| Ґрунт (0–2)         |
| Трава (0–0)         |

| Фінали за умовами |
| ----------------- |
| Під небом (1–2)   |
| У залі (0–0)      |

| Результат | В-П | Дата     | Турнір                         | Tier    | Покриття | Опонент                 | Рахунок            |
| --------- | --- | -------- | ------------------------------ | ------- | -------- | ----------------------- | ------------------ |
| Поразка   | 0–1 | Кві 2023 | Grand Prix Hassan II, Марокко  | ATP 250 | Ґрунт    | Роберто Карбальєс Баена | 6–4, 6–7(3–7), 2–6 |
| Перемога  | 1–1 | Січ 2025 | Hong Kong Tennis Open, КНР SAR | ATP 250 | Тверде   | Нісікорі Кей            | 2–6, 6–1, 6–3      |
| Поразка   | 1–2 | Лют 2025 | Rio Open, Бразилія             | ATP 500 | Ґрунт    | Себастьян Баес          | 2–6, 3–6           |